# Берекуца
Берекуца (рум. Berecuța) — село у повіті Тіміш в Румунії. Входить до складу комуни Бірда.
Село розташоване на відстані 388 км на захід від Бухареста, 39 км на південь від Тімішоари.

## Населення
За даними перепису населення 2002 року у селі проживали 206 осіб, з них 204 особи (99,0%) румунів. Рідною мовою 204 особи (99,0%) назвали румунську.